# Edward Brown (cầu thủ bóng đá)
Edward Hutchinson Brown (24 tháng 4 năm 1881 – after 1904) là một cầu thủ bóng đá người Anh có 37 lần ra sân ở Football League thi đấu cho Lincoln City ở vị trí tiền đạo.